# Chemins de fer de Camargue

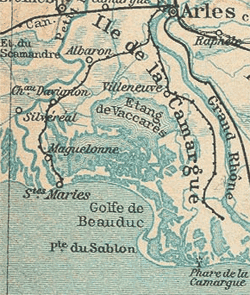
Carte des lignes du département des Bouches du Rhône

Les Chemins de fer de Camargue forment un réseau à voie métrique situé dans les départements des Bouches-du-Rhône et du Gard. Ce réseau est construit à partir de 1892 et exploité jusqu'en 1958 par la Compagnie des chemins de fer de Camargue.
Une concession est accordée à Marius Guillot le 25 juin 1889 pour un réseau de deux lignes partant d'Arles-Trinquetaille vers les Salins de Giraud et les Saintes-Maries.
La Compagnie des chemins de fer de Camargue (CC), nouvellement créée, se substitue le 11 décembre 1890 à ce dernier. Son siège social est à Paris, 27 rue de Richelieu. Un des principaux actionnaires est la Compagnie des produits chimiques d'Alais et de la Camargue, A.R. Pechiney et Compagnie.
Le 29 décembre 1897, la compagnie se voit concéder la ligne de Nîmes à Arles-Trinquetaille, majoritairement dans le département du Gard ; puis, le 31 mars 1899, elle se voit concéder la ligne de Bouillargues à Saint-Gilles, formant embranchement sur la précédente.

## Les lignes
- Dans le département des Bouches du Rhône :
  - Arles (Trinquetaille) - Salin-de-Giraud, (37,9 km), ouverture le 9 avril 1892, fermeture le 1er septembre 1958 ;
  - Arles (Trinquetaille) - Les Saintes-Maries-de-la-Mer, (37,3 km), ouverture le 15 août 1892, fermeture le 1er octobre 1953.
- Dans le département du Gard :
  - Arles (Trinquetaille) - Bouillargues - Nîmes, (32 km), ouverture le 1er août 1901, fermeture en 1951 ;
  - Bouillargues - Saint-Gilles, (15,2 km), ouverture le 1er mai 1902 (embranchement sur la ligne Arles - Nimes), fermeture le 1er janvier 1949.

Le centre du réseau était situé à Arles, dans le quartier de Trinquetaille où se trouvaient le dépôt et les ateliers de réparation.

## L'électrification
En 1920, les lignes du Gard sont électrifiées. Celles des Bouches-du-Rhône le seront en 1932. Tous les trains sont alors assurés en traction électrique.
La tension choisie est de 6600 volts en courant monophasé alternatif de 25 périodes.

## Matériel roulant
Locomotives : 
- N° 1 à 5, type 021T, construites par la SACM en 1891 ;
- N° 5 à 8, type 030T, construites par Pinguely en 1898-1900.

Automotrices électriques :
- M 1 à 6, type BB, à bogies, construites par Schneider et Carde en 1920, affectées aux lignes du département du Gard ;
- V 1 à 13, type BB, à bogies, construites par Siemens MTE en 1931-32, affectées aux lignes du département des Bouches-du-Rhône.

Voitures voyageurs à bogies et plateformes ouvertes :
- AB 1 à 6 ;
- B 10 à 25[7] ;
- B 26 à 35[8].

Voitures voyageurs à bogies avec caisse en aluminium :
- B 41 à 44 (1946).

Fourgons à bagages à deux essieux :
- Df 41 à 47[9].

Wagons de marchandises :
Wagons couverts.
- F 51 à 77 :

Wagons tombereaux.
- T 101 à 200 :

Wagons plats.
- P 251 à 350 :

Wagons plats à traverse mobile.
- Pm 309 à 310.